# Anna Leonowens

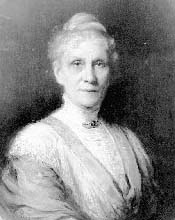
Anna Leonowens

Anna Leonowens (Ahmednagar, 5,6 of 26 november 1831 - Montreal, 19 januari 1915) was een Engelse vrouw, die op vraag van koning Rama IV (Koning Mongkut) van Siam (Thailand), gecontacteerd werd om zijn kinderen aan het Hof te onderwijzen. Zij voldeed aan dit verzoek en woonde van 1862 tot 1868 aan het Siamese Hof.
Zij onderwees onder meer Prins Chulalongkorn, de latere Koning Rama V.
Anna Leonowens schreef een aantal boeken over haar verblijf aan het Siamese Hof, waarvan de bekendste zijn: 
- The English Governess at the Siamese Court being Recollections of Six Years in the Royal Palace at Bangkok
- The Romance of the Harem

Deze boeken zijn ook nu nog te koop, ook in Thailand, waar echter later geschreven boeken (door anderen) met eerder geromantiseerde versies verboden zijn. In haar boeken liet zij zich vaak kritisch uit over de gang van zaken aan het Hof, in het bijzonder over de grote mate van onderdanigheid van het personeel aan de Koning. 

## Musical en films
Het verblijf van Leonowens aan het hof van Koning Mongkut en de boeken daarover hebben Richard Rogers, de Amerikaanse componist van musicals en de tekstschrijver Oscar Hammerstein II geïnspireerd tot het schrijven van de musical The King and I, die in het bijzonder door de vertolking van de rol van de Koning door de Amerikaanse acteur Yul Brynner zeer succesvol werd en in 1956 ook verfilmd is, als The King and I.
Deze film is in Thailand tot op de dag van vandaag verboden. 
In 1946 (Anna and the King of Siam) en in 1999 is het (geromantiseerde) verhaal ook verfilmd. 
De versie uit 1999 heet Anna and the King en is, evenals de musical-versie, in Thailand altijd verboden geweest. 
In alle film- en musicalbewerkingen ontstaat er een zekere romance tussen de Koning en Anna. Men dient er echter rekening mee te houden dat dit zeer onwaarschijnlijk is, omdat Mongkut al ruim 60 jaar oud was tijdens de periode dat Anna aan zijn Hof verbleef. In de jaren waarin Anna aan het Siamese Hof verbleef werd iemand van die leeftijd als een (hoog)bejaarde beschouwd. Overigens had de Koning, in de tijd dat Anna Leonowens aan het Hof in Bangkok verbleef, een harem, bestaande uit ca. 600 jonge vrouwen. Ook dat maakt het zeer onwaarschijnlijk dat er ooit een romance ontstond tussen de Koning en de buitenlandse Anna van middelbare leeftijd. 
Anna Leonowens was, toen zij in Bangkok verbleef, weduwe met een zoon, Louis Leonowens, die haar vergezelde naar het Thaise hof. Volgens de zeden en gewoonten van die tijd zouden reeds de omstandigheden dat Anna weduwe was en een zoon had een romance met de Koning redelijkerwijs gesproken onmogelijk maken.
Louis T. Leonowens is later, na zijn gezamenlijk vertrek met zijn moeder uit Siam, teruggekeerd naar Bangkok en heeft daar een, nu nog bestaande, houthandel opgericht.